# مول نوكي
يمكن العثور على الأعمال الفنية لمول نوكي في كومو وهو مجموعة أو سادولين الفنية (إستونيا)، ومتحف مدينة راوما ومتحف فيينيستو للفنون (إستونيا)، وهيا مجموعة فيكسي سالمي الفنية ومعرض نيف ( كييف ، أوكرانيا). ). 